# Jan Křtitel Knahl
Jan Křtitel Knahl (11. září 1825 Hronov – 17. září 1901 Praha) byl český hudební skladatel a sbormistr císařské a královské kaple na Pražském hradě.

## Život
Narodil se v Hronově v rodině hronovského vlastence a zakladatele ochotnického divadla Antonína Knahla a jeho manželky Justýny (Marie), kde byl veden k hudbě. Byl pěvecky nadaný a díky jeho krásnému hlasu byl přijat do chlapeckého sboru chrámu sv. Víta v Praze a jeho konviktu, který mu poskytl i ubytování a stravu. Od roku 1837 studoval na akademickém gymnáziu, kde se seznámil s Bedřichem Smetanou, který byl na gymnáziu také studentem. Během studií si rozšiřoval hudební vzdělání a měl možnost seznámit se s významnými osobnostmi hudebního života v Praze. Jeho učitelem byl Alois Jelen, český vlastenec, skladatel a dirigent, který se pro Knahla stal vzorem. Po absolvování gymnázia chtěl pokračovat ve studiích na pražské univerzitě ale nedostatek financí mu to znemožnil. Roku 1852 byl jmenován kancelistou při duchovním manželském soudu, v roce 1855 získal místo registrátora na pražské arcibiskupské konzistoři. Při zaměstnání měl možnost se plně věnovat hudbě. Zajímal se o díla starých mistrů, skládal, dirigoval pěvecké chrámové sbory. Byl vyhlášeným sbormistrem a v roce 1871 získal významnou funkci sbormistra v císařské a královské kapli na Pražském hradě. I do vysokého věku účinkoval jako choralista v chrámu sv. Víta.

## Dílo
Jeho dílo bylo zaměřeno především na světskou i duchovní sborovou tvorbu. K jeho nejznámějším vlasteneckým písním patří Já jsem Slovan duší tělem. Dalšími oblíbenými písněmi jsou Toť lásky čas, Žižkova smrt, Starý, Český ráj, Prosba, Zastaveníčko, Tam v tichu nad Lužnicí, Posel Slovanský a další. Duchovní hudba je zastoupena mšemi, ofertorii nebo sbory k mariánským a svatojánským slavnostem. Např. Missa pastoralis pro sóla, sbor a varhany, vánoční árie pro soprán Tui sunt coeli, tři sbory k mariánským slavnostem, ofertorium Jesu redemptor. Kromě sborové tvorby komponoval hudbu pro varhany, dechové nástroje, klavír. Jeho sborové písně proti útlaku se zpívaly v Praze v revolučním roce 1948.